# 奥斯塔 (大西洋比利牛斯省)
奥斯塔（法語：Hosta，法語發音：[ɔsta]）是法国大西洋比利牛斯省的一个市镇，属于巴约讷区。

## 地理
奥斯塔（43°9'30"N, 1°5'16"W）面积17.08 平方千米，位于法国新阿基坦大区大西洋比利牛斯省，该省份为法国东南部省份，涵盖了贝阿恩与北巴斯克，西临大西洋比斯開灣，北至朗德省，东北接热尔省，东临上比利牛斯省，南与西班牙接壤。
与奥斯塔接壤的市镇（或旧市镇、城区）包括：贝奥尔莱吉、比叙纳里茨-萨拉斯凯特、伊巴罗勒、莱昆贝里、圣瑞斯特-伊巴尔、欧叙吕克。

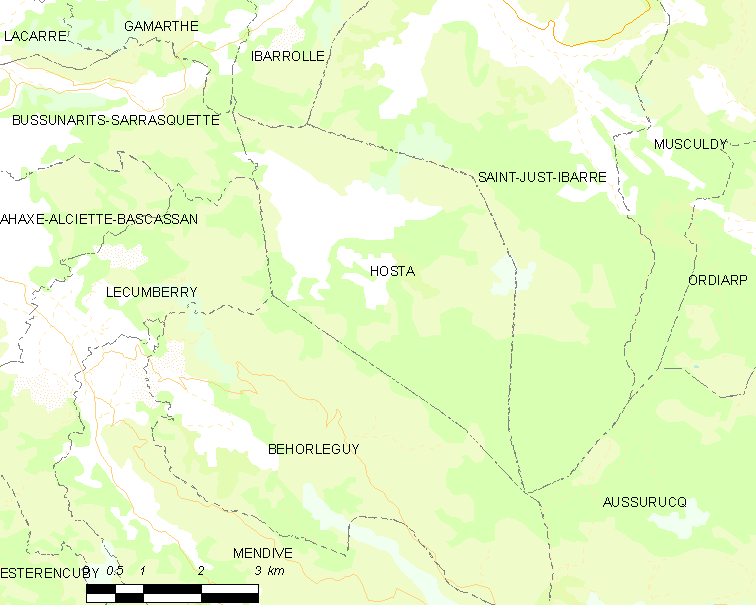
的OSM定位图

奥斯塔的时区为UTC+01:00、UTC+02:00（夏令时）。

## 行政
奥斯塔的邮政编码为64120，INSEE市镇编码为64265。

## 政治
奥斯塔所属的省级选区为比达什地区-阿米库塞-奥斯蒂巴尔县。

## 人口

1962-2008年间人口变化图示

奥斯塔于2022年1月1日时的人口数量为100人。